# Battaglia di Corico
La battaglia di Corico fu uno scontro navale combattuto nel 191 a.C. tra la flotta romana comandata dal pretore Gaio Livio Salinatore, insieme a una squadra navale del re Eumene II di Pergamo, e la flotta di Antioco III, re di Siria, comandata dal navarco Polissenida, fuoriuscito dall'isola di Rodi.

## Contesto storico
L'intervento romano in Grecia e poi in Asia Minore avvenne con l'inizio del 191 a.C., quando il sovrano macedone, Filippo V, accompagnato dal pretore romano Marco Bebio Tamfilo si diresse in Tessaglia, per respingere l'avanzata di Antioco III. Il pretore romano ebbe la meglio sui pochi presidi seleucidi nel nord-est della regione. Filippo invece trovò una qualche resistenza nella parte occidentale, per l'opposizione del regno di Athamania attorno alla città di Pelinna.
Poco più tardi, con l'inizio della primavera, anche l'esercito consolare di Acilio Glabrione (formato da due legioni romane e due di alleati italici, per un totale di 20 000 fanti, 2 000 cavalieri ed alcuni elefanti), sbarcato ad Apollonia in Illiria, si unì all'armata dell'alleato macedone. La convergenza delle tre armate su Pelinna, determinarono il successo dell'assedio posto in atto dal re macedone e la fuga del re Amynandro ad Ambracia. A questo punto Acilio Glabrione assunse il comando dell'esercito romano e si diresse, con il beneplacito del re macedone, verso il sud della Tessaglia, dove rimanevano pochi presidi seleucidi da espugnare.
Antioco decise di inviare messaggeri in Asia per sollecitare l'arrivo di Polissenida, mentre egli si attestava con 10 000 fanti, 500 cavalieri oltre agli alleati a guardia del passo delle Termopili, per impedire al nemico di penetrare più a sud, e qui attendere l'arrivo dei rinforzi. L'esercito romano, una volta raggiunte le forze nemiche di Antioco, riuscì a sorprendere nel sonno parte delle truppe etoliche, aggirando il grosso dell'esercito seleucide. La battaglia che ne seguì di lì a poco, portò ad una imbarazzante vittoria romana, al termine della quale le perdite romane risultarono assai irrilevanti (circa 200 armati), mentre la maggior parte dell'esercito di Antioco fu annientato o ridotto in schiavitù, tanto che il re seleucide si imbarcò a Calcide e fuggì in Asia, ad Efeso, con soli 500 armati (maggio-giugno).

## Battaglia
Alla fine dell'estate la flotta romana, sotto il comando di Marco Livio Salinatore (composta da 81 quinqueremi e 24 di piccole dimensioni), unitamente ad una flotta inviata dall'alleato di Pergamo, Eumene II (composta da 25 grandi navi e 25 di piccole dimensioni), ottenne una nuova vittoria sulle forze seleucidi del navarco Polissenida (al comando di 200 navi, 70 delle quali di grosse dimensioni), presso capo Corycus (tra Chio ed Efeso).
Appiano racconta che Livio Salinatore, sebbene fosse in inferiorità numerica, decise di attaccare ed avvicinate le prime navi nemiche le arpionò con ganci di ferro, trasformando la battaglia navale in terrestre, dove le forze romane erano nettamente superiori per forza fisica. Al termine della battaglia le forze seleucidi furono costrette a capitolare, ma a causa delle dimensioni ingombranti delle navi romane questi ultimi non furono in grado di catturare quelle del nemico che, al contrario, disponendo di imbarcazioni più agili riuscì a fuggire, rifugiandosi in Efeso.

## Conseguenze
Solo al termine dello scontro in cui vide Roma e Pergamo uscirne vincitori, Rodi decise di allearsi con Roma, partecipando attivamente alla guerra con 27 imbarcazioni, mentre la flotta romana svernava nei pressi del golfo di Smirne. La vittoria romana costò ad Antioco III il controllo della Grecia.